# Golfe nos Jogos Pan-Americanos
O Golfe nos Jogos Pan-Americanos foi introduzido em 2015, em Toronto, devido a re-estrear em Jogos Olímpicos em 2016.

## Resultados

### Masculino
| Evento       | Ouro                        | Prata                                 | Bronze                               |
| ------------ | --------------------------- | ------------------------------------- | ------------------------------------ |
| Toronto 2015 | Marcelo Rozo, Colômbia, 275 | Tommy Cocha, Argentina, 276 (Playoff) | Felipe Aguilar, Chile, 276 (Playoff) |

### Feminino
| Evento       | Ouro                         | Prata                | Bronze                         |
| ------------ | ---------------------------- | -------------------- | ------------------------------ |
| Toronto 2015 | Mariajo Uribe, Colômbia, 279 | Andrea Lee, EUA, 281 | Julieta Granada, Paraguai, 283 |

### Times Mistos
| Evento       | Ouro          | Prata    | Bronze         |
| ------------ | ------------- | -------- | -------------- |
| Toronto 2015 | Colômbia, 549 | EUA, 552 | Argentina, 566 |

## Ligações Externas
- Sports123